# Ficus pringlei
Ficus pringlei är en mullbärsväxtart som beskrevs av S. Wats.. Ficus pringlei ingår i släktet fikonsläktet, och familjen mullbärsväxter. Inga underarter finns listade i Catalogue of Life.